# 분덕스 (애니메이션)

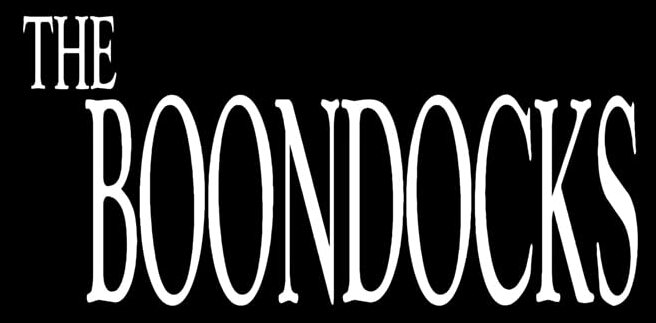

《분덕스》(The Boondocks)는 카툰 네트워크의 심야 프로그램 블록 편성대 어덜트 스윔에서 방송되고 있는 미국의 성인 애니메이션이다. 에런 맥그루더가 동명 코믹 스트립을 애니메이션화하여 기획하였다.